# An Old Raincoat Won't Ever Let You Down
| Recensione                        | Giudizio        |
| --------------------------------- | --------------- |
| AllMusic                          | [ 3 ]           |
| Robert Christgau                  | A-              |
| The New Rolling Stone Album Guide | [ 5 ]           |
| Sputnikmusic                      | 3.9 (Excellent) |

An Old Raincoat Won't Ever Let You Down è l'album d'esordio di Rod Stewart, pubblicato in Inghilterra nell'ottobre 1969 dalla Vertigo Records; in USA fu pubblicato nel novembre 1969 dalla Mercury Records col titolo The Rod Stewart Album.

## Tracce
Lato A
1. Street Fighting Man – 5:04 (Mick Jagger, Keith Richards)
2. Man of Constant Sorrow – 2:30 (Tradizionale; arrangiamento di Rod Stewart)
3. Blind Prayer – 4:36 (Rod Stewart)
4. Handbags & Gladrags – 4:22 (Mike D'Abo)

Durata totale: 16:32
Lato B
1. An Old Raincoat Won't Ever Let You Down – 3:02 (Rod Stewart)
2. I Wouldn't Ever Change a Thing – 4:45 (Rod Stewart)
3. Cindy's Lament – 4:28 (Rod Stewart)
4. Dirty Old Town – 3:40 (Ewan MacColl)

Durata totale: 15:55

## Musicisti
- Rod Stewart - voce
- Rod Stewart - chitarra (brano: Man of Constant Sorrow)
- Ronald Wood - chitarra, basso
- Martin Pugh - chitarra
- Martin Quittenton - chitarra acustica
- Mike D'Abo - pianoforte e arrangiamento (brano: Handbags & Gladrags)
- Ian MacLagen - organo, pianoforte
- Keith Emerson - organo (brano: I Wouldn't Ever Change a Thing)[10]
- Michael Waller - batteria

Note aggiuntive
- Lou Reizner - produttore
- Registrato al Landsowne Studios e al Olympic Studios di Londra, Inghilterra
- Rod Stewart - arrangiamenti[11]